# Хэмилтон, Лукас
Лукас Хэмилтон (англ. Lucas Hamilton; род. 12 февраля 1996 в Арарате, штат Виктория, Австралия) —  австралийский профессиональный  шоссейный велогонщик, выступающий c 2018 года за команду мирового тура «Mitchelton-Scott».